# Eivind Astrup
Eivind Astrup (en noruego: Eivind Astrup, 17 de septiembre de 1871, Cristianía — 27 de diciembre de 1895, Dovre) fue un explorador polar y etnógrafo noruego. Compañero de Robert Peary, participó en sus expediciones de 1891-1892 y 1893-1894. Junto con Peary, realizó una expedición a la costa norte de Groenlandia y descubrió la Tierra de Peary (1892). En la temporada de 1894, cartografió el bahía de Melville, nombrando 16 objetos geográficos. Fue caballero de la más alta condecoración de Noruega, la Orden de San Olaf de primera clase, a la cual fue admitido a los veintiún años. En Estados Unidos y Noruega, desarrolló proyectos para una expedición a la Antártida, así como el uso de globos aerostáticos para alcanzar el Polo Norte. En septiembre de 1895, realizó las primeras fotografías aéreas en Noruega. Falleció en circunstancias poco claras durante una excursión de esquí; en el lugar donde se encontró su cuerpo se erigió un monumento.
Cuatro lugares en Groenlandia llevan el nombre de Eivind Astrup, así como una elevación en la península de Taymyr, un cabo en Antártida, y calles en varias ciudades noruegas. Aún en vida, Astrup era considerado uno de los más grandes exploradores polares noruegos. A sus conferencias sobre métodos de viaje ártico en febrero de 1893 asistió Roald Amundsen, quien inmediatamente comenzó a planificar sus propias expediciones de esquí. En 2011 y 2017, se publicaron biografías de Astrup en noruego e inglés.

## Primeros años
El 19 de septiembre de 1871, en Cristianía, nació Eivind, el tercer hijo y sexto niño de la familia del empresario Harald Astrup y su esposa Johanne Emilie Smith. Fue bautizado el 1 de noviembre, en el décimo aniversario de bodas de sus padres. Posteriormente nacieron sus hermanos Sigurd y Thorvald. Harald Astrup, propietario de la empresa manufacturera Astrup & Smith, estaba casado con la hermana de su socio comercial. Además, ocupaba un alto puesto en la milicia urbana de la capital, habiendo recibido en 1881 el rango más alto de stadshauptmann. Por sus servicios, el gobierno central en Estocolmo le otorgó la Orden de Vasa. La residencia familiar se encontraba casi en el centro de Cristianía, cerca del Palacio Real de Oslo (calle Wergeland, número 7), y era una mansión extensa que daba al parque del palacio; contaba con sirvientes y todos los atributos de una familia acomodada.
Desde una edad temprana, Eivind Astrup llevó una vida típica de la alta sociedad noruega, disfrutando de la naturaleza. Sus padres lo acostumbraron al atletismo, las excursiones de esquí, la caza y la natación. Su padre esperaba que participara en el negocio familiar. Eivind asistió a la prestigiosa escuela de Yertsén en la plaza St. Olaf, donde fue compañero de clase del futuro artista Gustav Lærum. A los 15 años, ingresó en la escuela de comercio de Cristianía, considerada la mejor escuela de comercio de Noruega. Esto coincidió con la mudanza de la familia a una nueva casa en la plaza Holberg. Después de completar su educación secundaria, Eivind aprendió habilidades prácticas en el banco Andresen. En 1891, su padre decidió enviarlo a Estados Unidos, donde su hermano mayor Jørgen estudiaba comercio. El 13 de febrero de 1891, Astrup dejó Cristianía y, a través de Glasgow, navegó hacia Nueva York; su primer viaje duró 12 días. El joven ocupó una cabina de segunda clase, pero pasó la mayor parte del tiempo con inmigrantes noruegos en la cubierta inferior, jugando a las cartas. Eivind llevaba consigo un certificado en inglés expedido por Andresen. El 25 de febrero, llegó a Brooklyn, y tras una espera de dos días, se dirigió a Filadelfia para reunirse con su hermano.

## Primera expedición de Peary

### Encuentro y preparativos

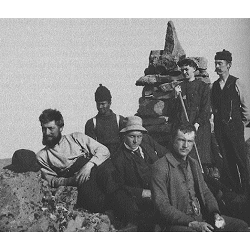
Equipo de Groenlandia. De izquierda a derecha: F. Cook, M. Henson, E. Astrup, J. Verhoeff, Josephine y Robert Peary

En la estación de tren de Filadelfia, Eivind fue recibido por su hermano mayor Jørgen, con quien se hospedó. De inmediato, quedó claro que Astrup no tenía intención de ingresar a una escuela de comercio y soñaba con viajar a países lejanos: acababa de leer «Viaje a la África Negra» de Stanley. A principios de marzo, el joven encontró en un periódico un artículo sobre los planes del ingeniero de Filadelfia Robert Peary para organizar una Groenlandia. Como Astrup tenía excelentes habilidades como esquiador y cazador en el Norte, y había leído la descripción de la expedición de Nansen a Groenlandia, se consideró digno de unirse al equipo de Peary. No más tarde del 15 de marzo, se reunió con el estadounidense en los astilleros de Filadelfia. Astrup recordaba estar preocupado por su mal inglés y llevó consigo dos voluminosos diccionarios. El asistente de confianza de Peary, el afroamericano Matthew Henson, recordó que la apariencia y las habilidades físicas de Astrup causaron una impresión muy favorable, aunque apenas pudo contener una sonrisa al mencionar el acento del noruego y los gruesos volúmenes de diccionarios que llevaba consigo. Eivind Astrup medía 170 cm de altura, pesaba 76 kg, tenía una constitución proporcionada, y era conocido como un excelente jugador de fútbol, esquiador y patinador. El biógrafo Tom Bloch-Nakkerud sugirió que Eivind pudo haber añadido años a su edad, temiendo que un joven de 19 años fuera considerado "poco serio". Sin embargo, Peary fue completamente franco, diciendo que planeaba determinar los límites septentrionales de Groenlandia para utilizar su costa como ruta hacia el Polo Norte. La zona de operación de Peary estaba mucho más al norte de la ruta de Nansen, hacia quien el estadounidense no ocultaba su rivalidad.

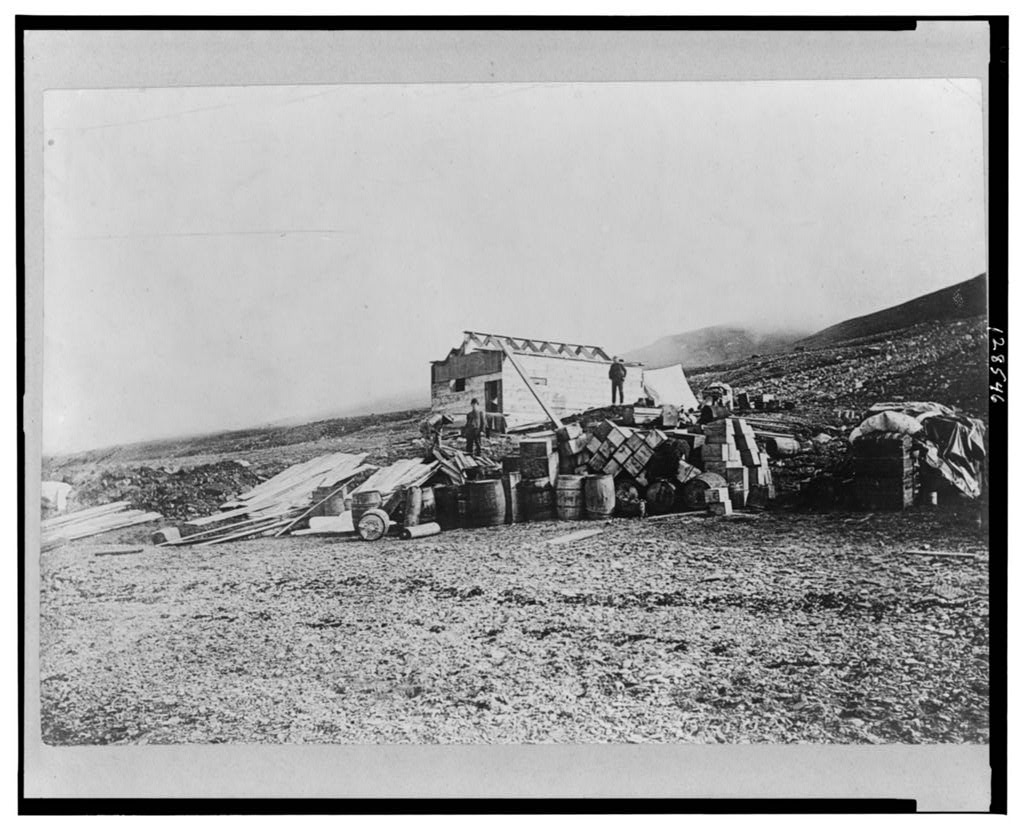
Construcción de la base Redcliffe

### Conocimiento y Preparativos
Robert Peary dio a conocer su plan el 13 de abril de 1891 en una reunión de la Sociedad Geográfica Americana. Oficialmente, la empresa se denominó "Expedición a la Groenlandia del Norte de 1891-1892", y su duración, 18 meses, se determinó por el período de licencia otorgado a Peary por sus superiores. El equipo estaba compuesto por Peary, Henson, Astrup, el médico Frederick Cook, el cazador Langdon Gibson, el geólogo John Verhoeff (quien fue aceptado sin entrevista por una donación de 2000 dólares) y la esposa del líder de la expedición, Josephine Peary. En un artículo publicitario en el periódico "The New York Herald", Peary fue llamado "teniente" (equivalente militar de su puesto civil), y Astrup fue referido como "profesor". Sin embargo, como se desprende de una carta de abril a sus padres, él era secretario con un salario de 50 dólares al mes. Según el contrato de cuatro páginas, Astrup debía obedecer y acatar todas las órdenes de sus superiores; todas las fotografías y muestras recolectadas pertenecían por completo a la expedición y debían ser entregadas a la Academia de Ciencias Naturales de Filadelfia; después del regreso, durante un año, los miembros de la expedición no podían publicar sus diarios y fotografías ni dar entrevistas sin el permiso especial de Peary. A cambio, los participantes de la expedición estaban provistos de transporte, alojamiento, comida y equipo, incluyendo armas, ropa y calzado de invierno y sacos de dormir.

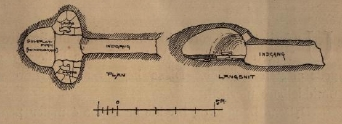
Plano de un iglú esquimal del libro de Astrup “Con Peary cerca del polo”

### Primer invierno
El sábado 6 de junio de 1891, la barca de 280 toneladas "Kite" partió de Brooklyn bajo el mando de Richard Pike. A bordo estaban 14 tripulantes y los invernantes, incluyendo a la pareja Peary. El 23 de junio, el "Kite" llegó a Groenlandia, a pesar del clima casi constantemente tormentoso en el camino. Todos sufrían de mareo, y Josephine Peary estaba dispuesta a abandonar todo y regresar a América. Tras paradas en Godhavn y Upernavik, donde desembarcó un grupo científico separado liderado por el profesor Angelo Heilprin, el equipo de Peary cruzó el círculo polar ártico y se dirigió a la Bahía de Melville. El 11 de julio, Robert Peary sufrió una doble fractura de tobillo debido a su imprudencia al cambiar de rumbo (recibió un golpe del timón), quedando fuera de servicio durante cuatro semanas.
Desembarcando cerca del cabo Cleveland en la península de Redcliffe en la bahía de McCormick, el equipo comenzó a construir el campamento de invierno. El centro era una cabaña residencial de 22 × 12 pies (6,7 × 3,7 m), dividida en dos mitades, una de las cuales era ocupada por los Peary. Robert llamó a su refugio "Redcliffe House". Pronto aparecieron los nativos —los esquimales de Groenlandia—. Astrup, Cook, Verhoeff y Gibson fueron a la cercana isla de Northumberland, donde se estableció su tribu, con la orden de contratar a un pequeño grupo de aborígenes para acompañarlos en la caza y las expediciones de esquí. Mientras tanto, Eivind cazaba morsas, cuya carne y grasa servirían como pago. Sin embargo, sólo un cazador llamado Ikwa, con su esposa Mane y sus dos hijos pequeños, se unieron a los estadounidenses. El 17 de septiembre, en el vigésimo cumpleaños de Astrup, el "Kite" dejó el campamento de invierno. En su última carta de la temporada a sus padres, Eivind señaló que Peary había apreciado completamente sus habilidades y lo nombró cartógrafo de la expedición. El 20 de septiembre, una vez que se establecieron un poco, Astrup, Verhoeff y Gibson fueron enviados a establecer depósitos de suministros para la futura expedición de primavera. Debían depositar 55 libras de pemmican, galletas y leche en polvo por persona. El depósito se estableció bajo la sombra de un nunatak de 800 metros bien visible, a 50 millas de la costa. La expedición duró dos semanas. El 26 de octubre comenzó la noche polar.

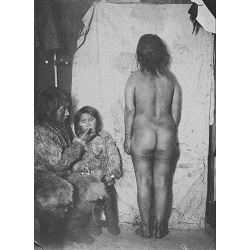
Una de las fotografías antropológicas de Frederick Cook.

Cuando llegó la oscuridad, los esquimales se trasladaron a Redcliffe, construyendo sus iglús; al final del invierno, había 75 personas en el cabo. Los servicios de la tribu fueron muy útiles: las mujeres comenzaron a procesar las pieles de los osos cazados y los bueyes almizcleros, así como de las morsas y las focas, cosiendo ropa de invierno de estilo aborigen. Frederick Cook se dedicó a la etnografía y mediciones antropológicas, y fotografió a los esquimales (se sorprendió por la disposición de las mujeres esquimales a ser fotografiadas desnudas). La señora Peary sentía aversión por los aborígenes, y diariamente trataba su cabaña con mercurio y alcohol. Frederick Cook escribía en su diario que "la caza de piojos es una actividad bastante fascinante en la oscura época invernal". Sin embargo, Peary se aseguró de que su gente estuviera ocupada: el mismo Dr. Cook realizaba regularmente exámenes médicos a la tripulación (Astrup ganó peso durante el invierno, alcanzando los 79 kg), y todas las observaciones meteorológicas eran responsabilidad de Verhoeff, quien incluso construyó un ingenioso dispositivo para medir la altura de la marea. Las relaciones en el equipo no eran buenas: Peary era despótico y prohibía alejarse de la casa más de 500 yardas sin su permiso. Verhoeff mostraba abiertamente su desdén por el líder y su esposa. En el diario de Gibson se menciona que la señora Peary no podía hablar de otra cosa que no fuera los talentos y el gran destino de su esposo. La propia Josephine escribió en su diario que era "demasiado aristocrática" para sus compañeros. Especialmente criticaba a Cook ("no tiene idea de lo que es ser un caballero") y a Verhoeff ("demasiado excéntrico"); mientras que a Astrup, aunque era extranjero y no siempre podía expresar claramente sus pensamientos y sentimientos en inglés, se le perdonaba mucho por su pulcritud y por haber sido criado en una familia de la alta sociedad.
El 13 de febrero de 1892 salió el sol; la noche polar duró 110 días. Ese mismo día, Verhoeff y Astrup fueron enviados a explorar el ascenso al glaciar, el cual encontraron y ascendieron a 630 metros, construyendo un iglú para facilitar la siguiente expedición.

### Viaje al norte de Groenlandia

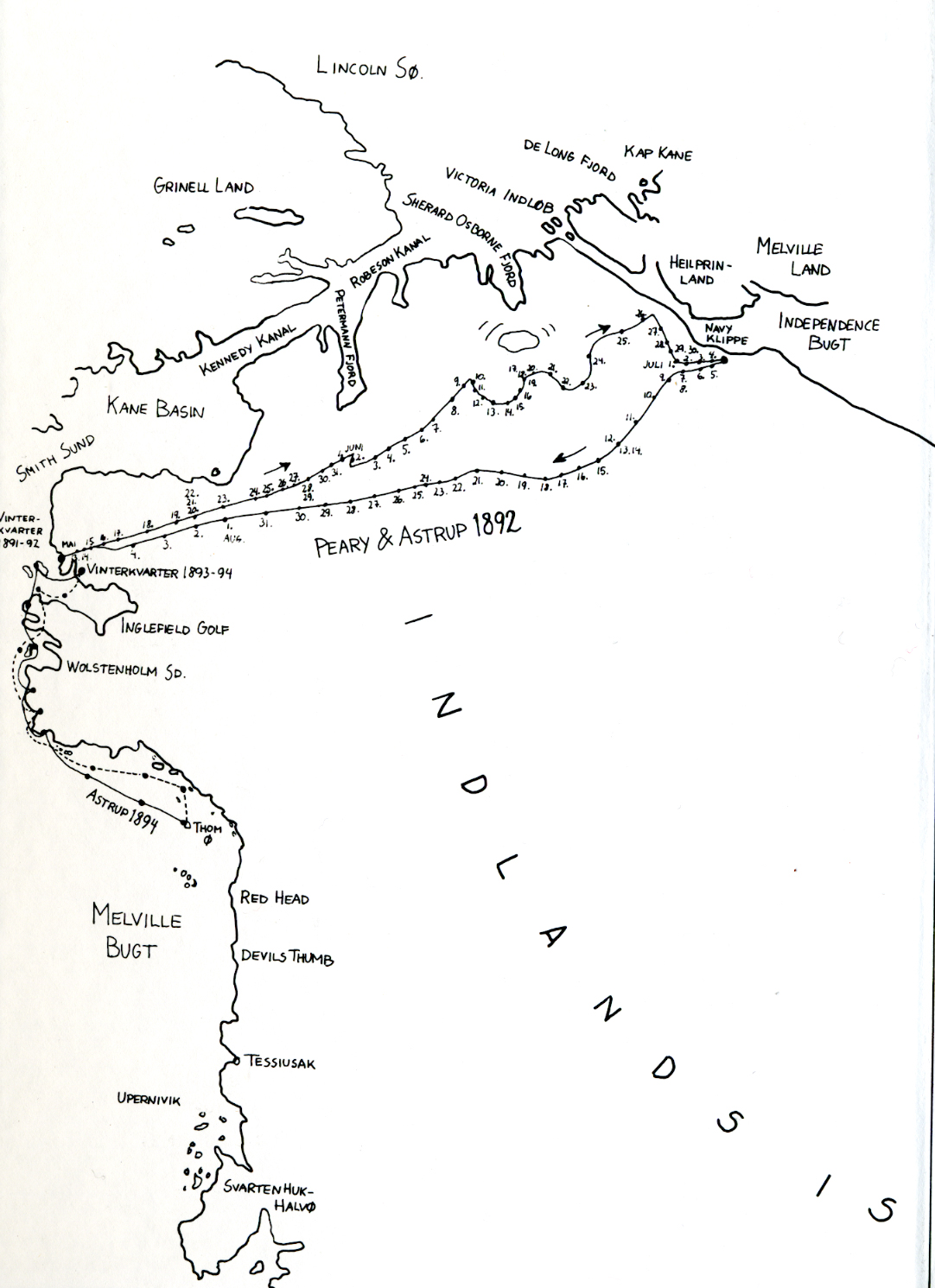
Mapa de la expedición de Peary y Astrup en 1892, elaborado por Eyvind Astrup tres años después. A la izquierda también se muestra la ruta cartográfica de 1894

En abril se llevaron a cabo expediciones de prueba, durante las cuales Peary, Cook y Gibson transportaron equipo a la parte superior del glaciar: los esquimales se negaron a seguirlos, considerando las áreas interiores del glaciar como la tierra de los muertos. El clima era extremadamente inestable, y en una ocasión los viajeros quedaron atrapados por la nieve. Peary y Cook lograron desenterrarse, mientras que Astrup, bloqueado por acumulaciones de nieve, casi se asfixia. No quedaba más remedio que trabajar en la costa. Lograron explorar y cartografiar 400 km de la costa del Estrecho de la Ballena y la bahía de Inglefield.
El 3 de mayo, Peary y Henson comenzaron una expedición en trineos tirados por perros a través del glaciar de Groenlandia, acompañados por Gibson, Astrup y Cook. Las fuentes varían en cuanto al número de perros y la cantidad de equipo, con un peso total entre 800 y 900 kg. Después de despedir a los acompañantes, 450 kg de provisiones y equipo fueron cargados en un gran trineo dirigido por Astrup, tirado por una decena de perros. Peary manejaba un trineo más pequeño y se sentía más seguro con raquetas de nieve que con esquís. Además, él mismo se enganchaba al trineo junto con los perros, que al inicio eran tres. El camino era cuesta arriba continuamente, y el 15 de mayo alcanzaron una altitud de 3500 pies (1070 m). A medida que ganaban habilidad con los perros, aumentaban las distancias diarias recorridas, de 19 a 32 km. El 24 de mayo alcanzaron la desembocadura del glaciar Humboldt, a 210 km de la costa. Aquí, Peary decidió enviar a Cook de vuelta a la base, entregándole la responsabilidad de la expedición durante su ausencia, junto con Gibson y Henson. Continuando, Peary y Astrup mataron al primer perro el 28 de mayo para alimentar a los demás. El 31 de mayo llegaron al glaciar Petermann, donde comenzaba un fiordo de 55 millas que conducía a la cuenca de Hall. Peary decidió cambiar el rumbo hacia el este debido a las grietas en el hielo. Continuaron hacia el este, llegando el 21 de junio al fiordo de Sherard Osborne, y el 26 de junio al fiordo Victoria. No podían avanzar más y debían regresar hacia el sur. El 1 de julio alcanzaron una costa escarpada desde la cual se veía el océano Ártico. Llegaron al borde del hielo continental el 2 de julio por la mañana.
El mayor logro de esta expedición, según Astrup y Peary, fue llegar a los límites septentrionales de Groenlandia. El jefe de la expedición, sin determinar con precisión las tierras descubiertas, afirmaba que al noroeste, norte y noreste del fiordo de la Independencia había un archipiélago. Después de la segunda expedición en 1895 (en la que Astrup no participó en el viaje al extremo norte de Groenlandia), Eyvind esbozó un mapa del llamado "estrecho de Peary", que conectaba el fiordo de la Independencia y el fiordo Victoria, aunque no lo nombró así. El esbozo de Astrup carecía de escala y red de grados. Las expediciones danesas de 1906-1908 y 1909-1912 demostraron que no existía tal archipiélago, y que el fiordo de la Independencia era precisamente un fiordo, no un estrecho. La inexactitud de las observaciones y mapas de Peary llevó a la muerte del explorador danés Mylius-Erichsen, quien pagó con su vida por las coordenadas incorrectas. Finalmente, Knud Rasmussen demostró que la tierra de Peary era parte de Groenlandia y desmintió la existencia del "estrecho de Peary".
Al comenzar el camino de regreso, los viajeros tenían solo siete perros de tiro, y las provisiones para ellos duraban solo cuatro días de viaje. Sin embargo, el 3 de julio encontraron rastros de bueyes almizcleros, y al día siguiente descubrieron una manada. Los perros devoraron al primer buey hasta los huesos. Decidieron abandonar todo el equipo no esencial, alimentarse solo de carne y cocinar con una lámpara de grasa. En los trineos dejaron solo una cámara, un teodolito y cronómetros. En lugar de una tienda, construyeron iglús para pasar la noche. Salieron hacia Redcliffe el 8 de julio y recorrieron 108 km en los siguientes cuatro días, subiendo hasta una altitud de 2225 m. El 12 de julio comenzó una tormenta que duró dos días. Un día después, el glaciar alcanzó los 2440 m de altitud, con la base de las nubes tocando la superficie nevada, lo que a veces les obligaba a avanzar a tientas. Incluso en estas condiciones, Astrup logró que los perros recorrieran 29 km. El 23 de julio se acabaron las provisiones en los trineos de Astrup y los abandonaron. El 24 de julio el camino empezó a descender, permitiendo recorrer 90 millas en cinco días y bajar a 1525 m. Tras otra tormenta el 31 de julio, avanzaron hacia la costa. El 5 de agosto, divisaron una figura en el glaciar: era el grupo del profesor universitario Angelo Heilprin, quien les informó que el "Kite" había llegado a Redcliffe cuatro días antes. Peary informó que él y Astrup recorrieron 1300 millas (2100 km) en 72 días por los glaciares de Groenlandia y llegaron a la costa norte de la isla. Al regresar a la base el 22 de agosto, se descubrió que las relaciones entre Verhoeff y Josephine Peary se habían deteriorado gravemente. El 18 de agosto, el geólogo se fue en una expedición científica a la bahía de Bowdoin con Cook y Gibson, pero no quiso regresar a la base y convenció a sus compañeros de dejarlo solo. Nadie volvió a ver al geólogo; probablemente cayó en una grieta del glaciar. Henry Bryant, el primer oficial del "Kite", organizó la búsqueda, contratando a nueve esquimales y ofreciéndoles un rifle como recompensa. Los rastros y las latas encontradas confirmaron la versión de su muerte. El 24 de agosto, la expedición partió de Redcliffe. Después de llegar a Godhavn, los miembros de la expedición pasaron tres días recuperando sus habilidades sociales en la casa del inspector danés Andersen. El viaje a St. John's fue nuevamente tormentoso. La expedición concluyó el 8 de septiembre.

### Regreso

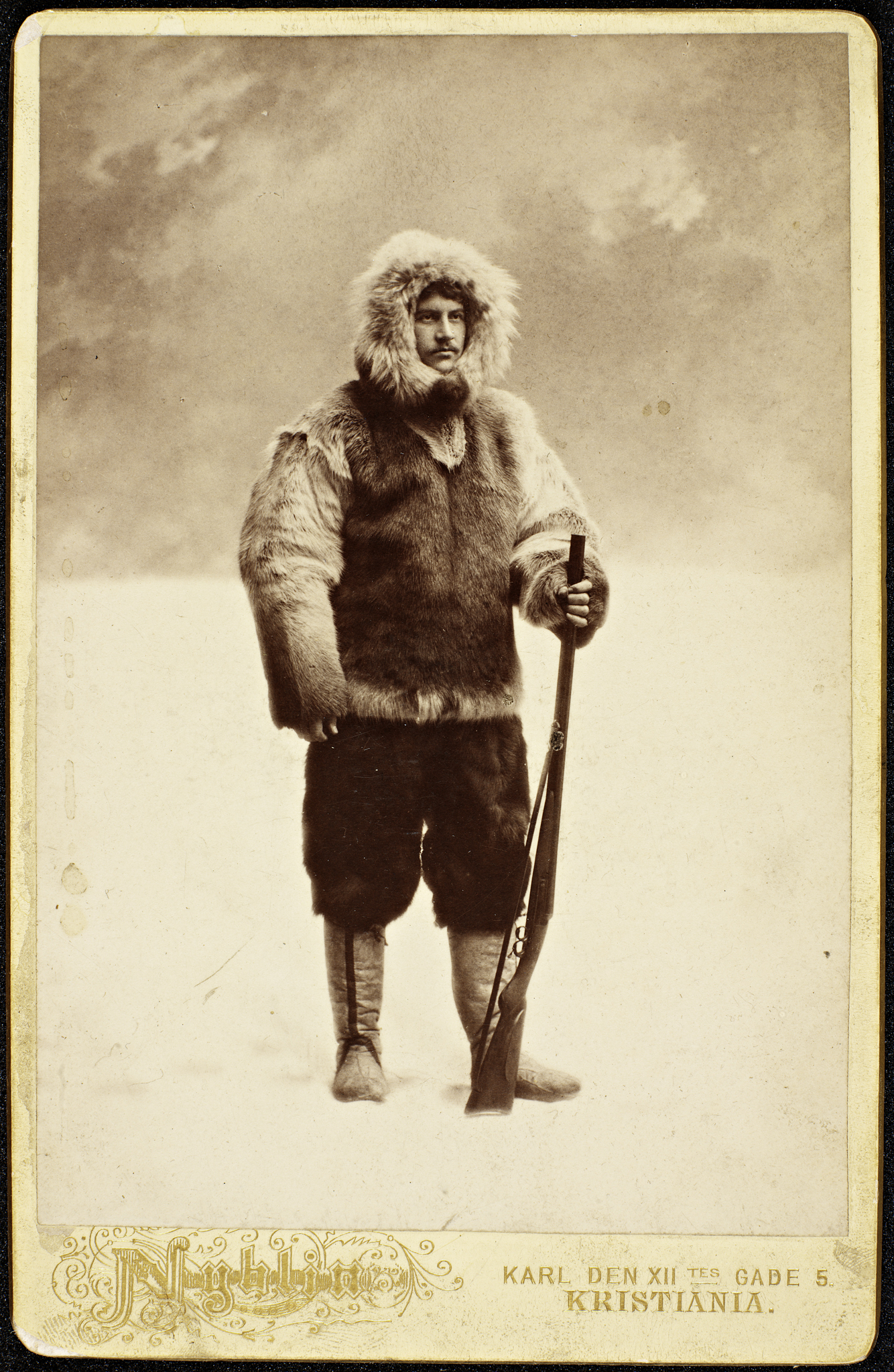
Astrup posando con vestimenta esquimal para el Club de Esquí de Kristiania, 1893

Según los términos del contrato, Astrup solo pudo enviar un telegrama a su padre para informarle de su bienestar. Las noticias sobre su éxito fueron publicadas en los principales periódicos noruegos «Morgenbladet» y «Dagbladet», y en la publicación «Verdens Gang» se incluyó un comentario de Nansen y, por primera vez en la portada, un retrato del propio Astrup. La redacción le envió 100 coronas para gastos corrientes. En la prensa estadounidense («Kite» dejó St. John's el 14 de septiembre) solo se mencionaron las hazañas de Peary.
Los participantes de la expedición llegaron a Filadelfia el 24 de septiembre. La celebración oficial en la Sociedad Geográfica se fijó para el 28. El 29 de septiembre, Nansen reaccionó positivamente a las noticias de Estados Unidos sobre los logros de Peary. El primer día después de su llegada, Astrup se dirigió al cónsul noruego Lars Westergaard, donde lo esperaba un telegrama de sus padres. Finalmente, el 12 de octubre, Eivind regresó a Horten, evento que ocupó la primera página de «Morgenbladet». Fue recibido por sus padres y por Fridtjof Nansen, quien estaba finalizando los preparativos para la expedición al Polo Norte en el «Fram». Durante todo el otoño continuaron las celebraciones, culminando con la concesión a Astrup de la Orden de San Olaf de primera clase. A los 21 años, Eivind se convirtió en el caballero más joven en la historia de esta orden. El decreto real que otorgaba el premio fue firmado el 23 de noviembre de 1892. Las celebraciones continuaron en el Club de Esquí y en la Logia Masónica de Kristiania (donde se reunieron 400 personas), e incluso en la escuela de Ytre Eide, donde Astrup se encontró por primera vez con sus amigos Herman Gade y Roald Amundsen.
Las festividades no solo hicieron a Astrup popular, sino que también le permitieron ganar dinero con conferencias públicas: recibió invitaciones para hablar en Fredrikstad, Larvik, Drammen y otras ciudades. El 29 de noviembre se celebró una gran conferencia en la Sociedad Geográfica de Noruega, a la que asistieron 500 personas. Las redacciones de los periódicos fueron notificadas para no publicar el texto de la conferencia de Astrup, permitiéndole repetirla en otras ciudades. Según Tom Bloch-Nakkerud, Astrup en cierto sentido revolucionó los métodos noruegos de investigación polar. Nansen y Sverdrup habían cruzado Groenlandia tres años antes, utilizando su propia fuerza como tracción. «Los noruegos no tenían idea de los perros de trineo, así como los esquimales no conocían los esquís». En su conferencia, Eivind prestó mucha atención a la resistencia de los perros groenlandeses, que podían soportar trabajo duro durante mucho tiempo con una dieta muy simple. Astrup también se mostró como un etnógrafo profesional, hablando sobre los métodos de supervivencia de los nativos de Groenlandia.
El investigador inglés  consideró que la conferencia polar más importante de Astrup tuvo lugar el 25 de febrero de 1893 en una reunión de la Hermandad de Estudiantes de la Universidad de Cristianía. Esto fue precedido por una exposición etnográfica en la Sociedad Geográfica y una serie de artículos en periódicos. En su conferencia, Astrup afirmó que la sociedad esquimal se basaba en leyes de igualdad y ayuda mutua. Esto implicaba que los esquimales estaban perfectamente adaptados al entorno polar, por lo que los «hombres civilizados» debían aprender sus métodos de supervivencia, movimiento y caza. Además, los perros de trineo esquimales se complementaban perfectamente con las habilidades de los esquiadores noruegos. Los biógrafos de Astrup informaron que ideas similares fueron expresadas por Nansen en su libro «La vida de los esquimales». A la conferencia de Eivind asistió el joven Amundsen (entonces un estudiante de preparatoria), para quien las tesis programáticas del polarista noruego se volvieron decisivas. Inmediatamente, Roald Amundsen planificó su primera expedición en esquís.

## Segunda expedición de Peary

### Salida difícil

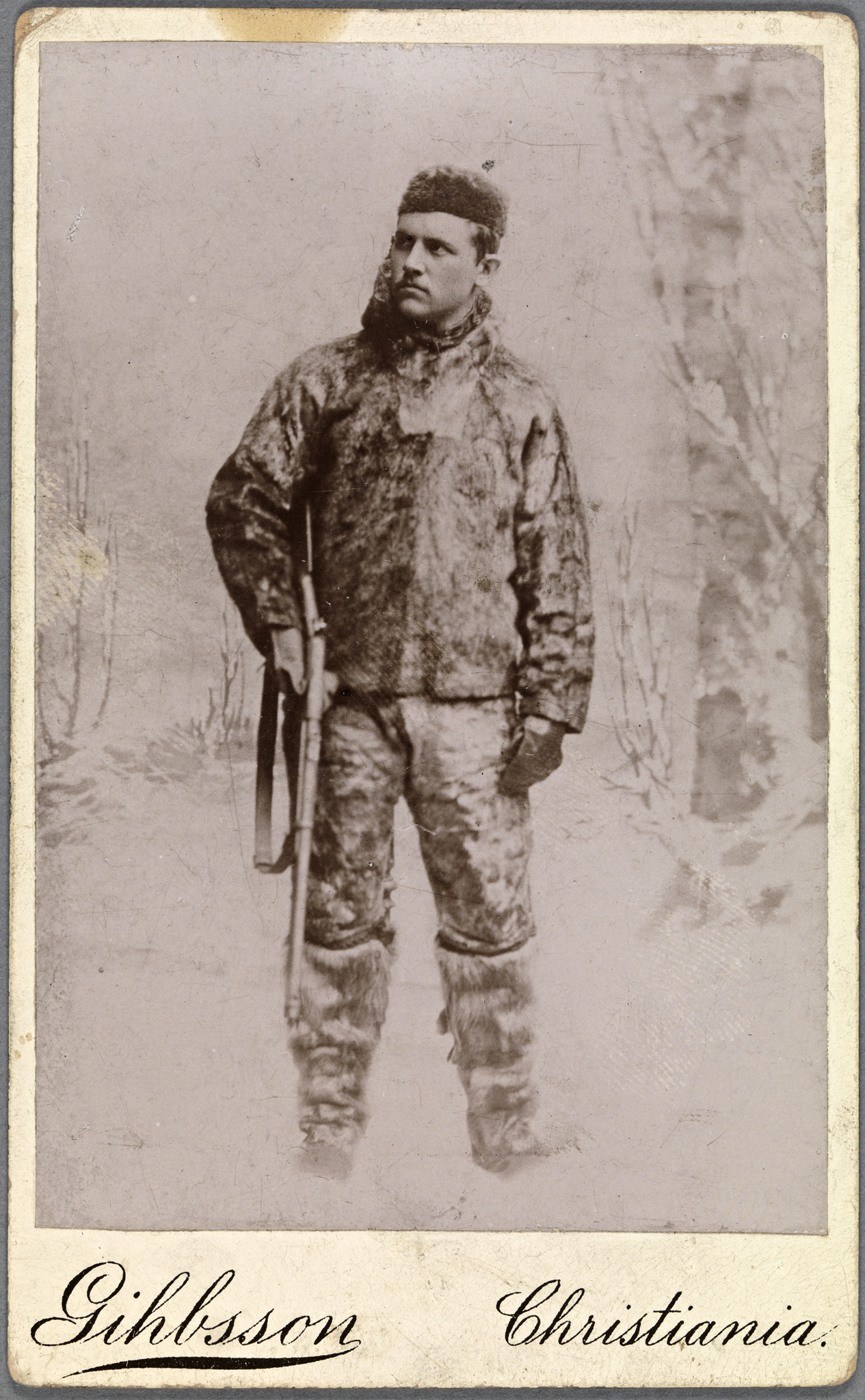
Astrup en equipo de caza noruego

Casi inmediatamente después de regresar, Robert Peary comenzó a organizar su próxima expedición. Sin dudar que Nansen alcanzaría el Polo Norte, el estadounidense se apresuró a adelantarse. En la prensa estadounidense ya aparecían publicaciones dedicadas a la "carrera polar". El 25 de enero de 1893, estando en Londres, Peary escribió a Astrup invitándolo a participar en la nueva expedición. El estadounidense no ocultaba el carácter publicitario de su empresa, que debía tener una gran escala, planeando incluir a doce personas en el equipo, incluidos Cook y Henson. Sin embargo, según B. Riffenburgh, Astrup fue muy escéptico con respecto a la idea de la participación de Josephine, que estaba embarazada y daría a luz en medio de la noche polar. Aun así, decidió ayudar con la organización de la expedición y aceptó participar. Astrup encargó varios conjuntos de ropa de estilo esquimal hechos de piel de lobo, tiendas de seda cruda según el modelo de Nansen y sugirió a Peary experimentar con ponis islandeses y noruegos adaptados al clima subártico. Al mismo tiempo, pensaba que los caballos eran inferiores a los perros en todos los aspectos, ya que eran pesados, necesitaban una gran cantidad de alimento y requerían raquetas para las pezuñas. El único aspecto positivo sería el uso de la carne de los animales muertos para los perros y las personas. Según Astrup, llevar los ponis de Islandia a Independence Fjord tomaría treinta días. En una carta del 20 de marzo de 1893, Astrup pidió a Peary ajustar los términos del contrato. Justo antes de zarpar, Astrup encargó para Peary tres trineos modelo Nansen y 20 pares de esquís de arce y fresno. En América se organizó una exposición publicitaria de productos deportivos noruegos, para lo cual Eivind tuvo que tomar un crédito de 275 coronas de su antiguo socio Andresen.
El 23 de junio de 1893, el barco ballenero "Falcon" partió de Nueva York hacia la bahía de Melville. El nuevo campamento se construyó en la bahía de Inglefield y se llamó "Anniversary Lodge"; era una casa de 10 x 4,5 metros, cuyo salón tenía un techo de vidrio translúcido, y la sala se dividía en camarotes individuales. El 12 de septiembre nació la hija de Robert y Josephine, a la que llamaron Marie. Para cuidarla, se contrató a la niñera, la señora Cross. Los esquimales locales quedaron tan impresionados con el color de la piel de la recién nacida que la apodaron "Niña de Nieve". Antes de que llegara el invierno, Astrup fue enviado como parte de una caravana de tres blancos, 20 esquimales y 50 perros de trineo para transportar 2,2 toneladas de suministros a una distancia de 160 km. Sin embargo, durante este viaje, Astrup experimentó síntomas de una enfermedad intestinal aguda que llamó "fiebre tifoidea". Debido al empeoramiento repentino del clima, tuvieron que regresar en el kilómetro 43 del trayecto. En la base, un médico de apellido Vincent logró controlar la fase aguda de la enfermedad. Después de la muerte de Astrup, Frederick Cook contó a Roald Amundsen que el doctor había tratado al noruego de sífilis, agotando todos los recursos de la farmacia de la expedición. La causa principal fue el uso por parte de los europeos del intercambio de esposas esquimal. Durante la segunda expedición, la compañera de Eivind Astrup fue la catorceañera Tungvingwa, esposa del cazador de 25 años Kolotengwa, que aún no tenía hijos.
La noche polar comenzó el 26 de octubre. Cinco días después, ocurrió una catástrofe que empeoró significativamente la situación de los invernadores. Un iceberg se desprendió del glaciar Bodoyna, causando una especie de tsunami. La ola de marea se adentró 100 yardas en el fiordo, destrozando los botes balleneros almacenados en la orilla, llevándose al mar 32 barriles de queroseno, parte de los perros y las reservas de carbón. Ya no era posible iluminar y calentar la casa de invierno hasta la llegada del barco. Sin embargo, mediante la conservación del carbón y el uso de grasa de animales marinos cazados, el equipo aguantó hasta el inicio de la primavera polar. Peary planeaba partir el 6 de marzo, pero el estado de salud de Astrup no le permitió participar en la expedición. En su lugar, el líder dio el nombre del noruego a su trineo y decidió asignarlo a la cartografía de la costa.

### Bahía de Melville y regreso

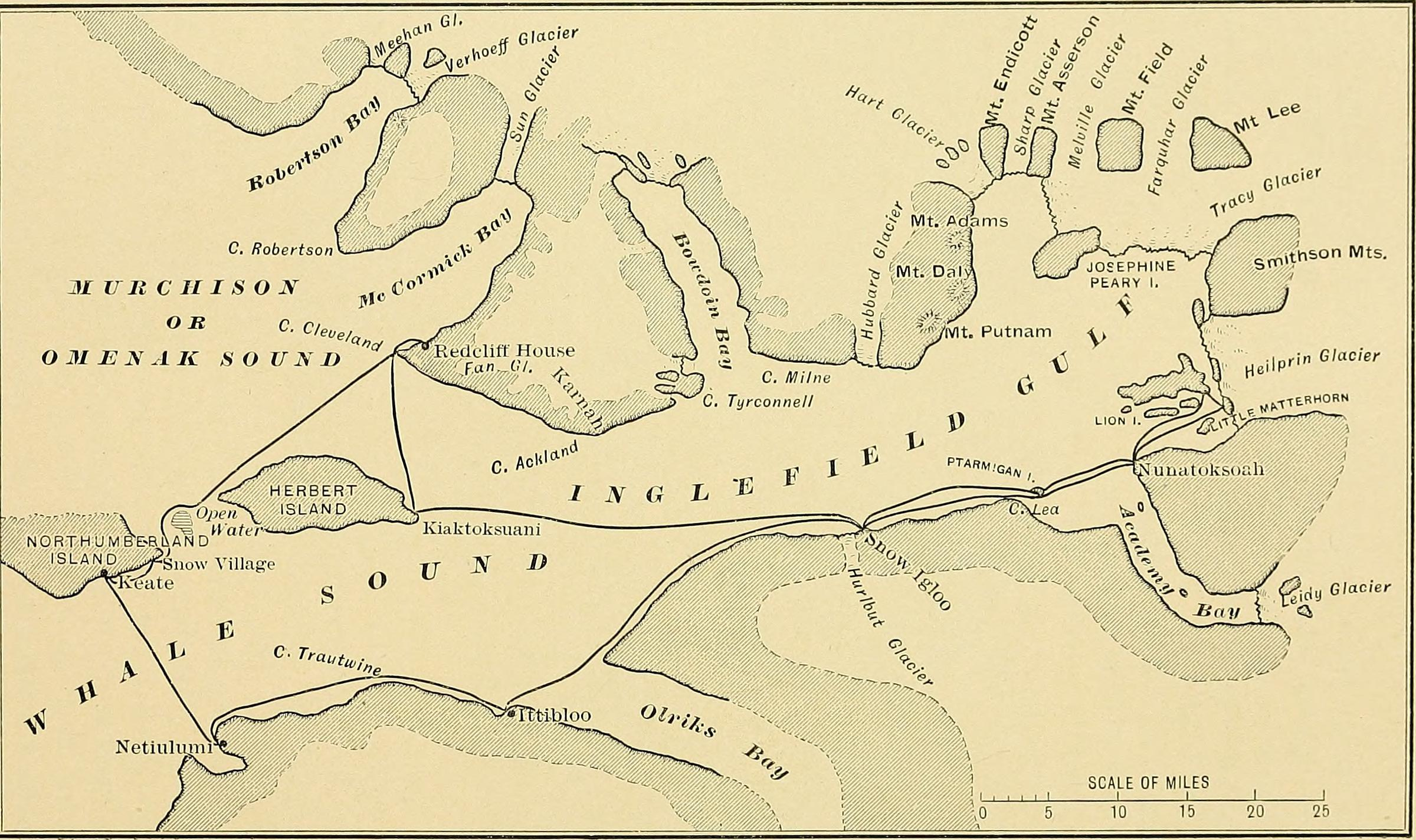
Mapa de los alrededores del campamento de Peary del libro "Northward over the great ice"

Debido a su mala salud, Astrup partió hacia el Cabo York (a 300 km en línea recta) el 6 de abril de 1894, acompañado del esquimal Kolotengwa. Primero, visitaron la isla Herbert, donde se les unió el cazador Terricori, propietario de un equipo de perros especialmente resistente. Astrup utilizó un teodolito para realizar mediciones meteorológicas. Así, llegaron al estrecho de Wolstenholme y cruzaron la isla Sander, hasta llegar al cabo en la noche del 12 de abril. Aquí, los compañeros de Astrup descansaron en un campamento esquimal durante tres días. Luego, el noruego y Kolotengwa se dirigieron solos hacia el cabo Melville, que marcaba el extremo noreste de la bahía homónima. Kolotengwa cazaba osos polares, morsas y renos, cuya carne se utilizaba tanto para los perros como para los hombres. Después de visitar el cabo Murdock, el 1 de mayo regresaron, habiendo realizado un importante trabajo cartográfico en 25 días. Posteriormente, se descubrió que este fue el único éxito de la temporada de expedición.
El 16 de mayo, Peary regresó de su infructuosa expedición al norte. No logró ni siquiera igualar los logros de 1892, y solo quedaron 42 perros de trineo exhaustos. Cuando llegó el barco ballenero "Falcon", Astrup no tenía intención de quedarse para un segundo invierno. Primero, se dio cuenta de que podía actuar de manera independiente, resolviendo sus propios problemas prácticos y de investigación. Segundo, las relaciones de Eivind con Robert y Josephine Peary se habían deteriorado considerablemente, ya que estos se aislaban del resto del equipo, consumían grandes cantidades de combustible y queroseno, y comían los mejores alimentos. Los registros de correspondencia muestran que las relaciones, antes cordiales, se volvieron frías y formales. Además, Peary no pagó por los veinte pares de esquís noruegos y otros equipos que le había suministrado Astrup. El 15 de septiembre de 1894, el "Falcon" llegó a St. John's, desde donde Eivind envió un telegrama a casa en el que describía la expedición como una "escandalosa farsa". El 24 de septiembre, Astrup llegó a Filadelfia, desde donde envió una carta detallada que fue publicada por el "Morgenbladet" el 7 de octubre. Eivind no escatimó palabras, y culpó a los proveedores estadounidenses por su enfermedad, ya que vendieron a Peary pemmican de diez años que había sobradode la expedición de Greely

### Proyecto Polo Sur
En el otoño de 1894, Astrup escribió un libro sobre las dos expediciones realizadas junto a Peary, titulado "Entre los vecinos del Polo Norte" (en noruego: Blant Nordpolens naboer). Al parecer, la prohibición contractual le preocupaba poco. También se comunicó con Frederick Cook. El 24 de octubre, escribió una carta a Sven Foyn, en la que aparecieron por primera vez notas sobre el Polo Sur. Propuso mantener la comunicación a través de la redacción del "Morgenbladet". Astrup afirmaba que la última gran "mancha blanca" en el mapa de la Tierra (no dudaba del éxito de Nansen en el Polo Norte) también debía ser cubierta por noruegos, lo que significaría un aumento significativo del estatus de Noruega en la política internacional y el retorno de la independencia del país. "Las habilidades y capacidades de la nación noruega no son comparables con el tamaño de nuestro país y la población". Luego, siguió un plan concreto. Astrup proponía desembarcar en la costa antártica en pleno verano polar austral, en enero. El mejor punto de desembarco era la Tierra de Victoria por el meridiano de Nueva Zelanda, ya que James Ross había penetrado hasta los 78° de latitud sur en esa región. Después del desembarco de seis esquiadores y el suministro de provisiones, el barco de expedición debía partir de inmediato y regresar a recoger al equipo el próximo verano. El resto del verano y el otoño antes de la noche polar se utilizarían para construir una base de invierno y llevar a cabo investigaciones científicas. Astrup no dio recomendaciones específicas sobre los viajes en trineo a lo largo de la costa y dentro del hielo continental, afirmando que eso solo se podría determinar en el lugar. Sin embargo, basado en su experiencia en Groenlandia, afirmaba que incluso un pequeño equipo de esquiadores con trineos tirados por perros podía recorrer 1600-2000 millas en una temporada. Foyn evaluó la viabilidad del proyecto, pero en 1895 comenzó a trabajar con otro compatriota, Carsten Borchgrevink.
El 2 de diciembre de 1894, Eivind Astrup dejó los Estados Unidos y llegó a Kristiansand el día 16. Principalmente, su partida fue dictada por invitaciones para dar conferencias en Noruega, Dinamarca y el Reino Unido. Dado que habían pasado más de dos años desde la partida de Nansen, la cuestión de si los noruegos habían alcanzado el Polo Norte se volvía cada vez más relevante. Este tema se planteó como el principal en la conferencia de Astrup.

## Noruega. Final de vida

### Aeronáutica

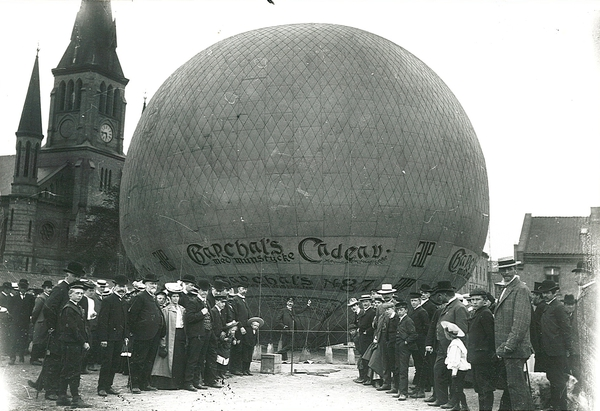
Lanzamiento de un globo por Francesco Chetti en 1906

El 16 de enero de 1895, Astup dio una conferencia en la Sociedad Geográfica de Noruega. A los asistentes se les atrajo con la promesa de mostrar 50 diapositivas a través del proyector de Barrett. Este aparato con iluminación de gas había sido adquirido en 1891 por 2000 coronas, y en sí mismo parecía ser una maravilla técnica en Noruega. En su presentación, Astup habló mucho sobre la explotación económica del Ártico. En la parte práctica, comparó las expediciones de Peary, Jackson y Nansen; las dos últimas aún estaban en camino en ese momento. Al hablar de la expedición de Fram, Astup afirmó que era sin precedentes y no se podía comparar con ninguna de las anteriores. Dudaba de su fracaso, aunque admitía que el barco polar podría ser aplastado por el hielo. Al final, sugirió el uso de globos aerostáticos para alcanzar el Polo Norte. Sin embargo, argumentó que tales experimentos deberían precederse de un estudio exhaustivo de los vientos árticos, lo que permitiría a los aviadores regresar al sur en un solo vuelo. El proyecto de la expedición aérea probablemente fascinó a Astup, y fue apoyado por Francesco Chetti, pionero de la aeronáutica en Noruega. Ya en 1892, Chetti colaboró con Salomon Andrée, quien también planeaba volar hacia el polo. En febrero de 1895, Astup intercambió correspondencia con Andrée, planificando el presupuesto de la expedición al polo por aire desde Spitsbergen. Astup realizó personalmente dos vuelos en globo. A mediados de septiembre de 1895, voló con Chetti sobre el Fiordo de Drammen y tomó las primeras fotografías aéreas en Noruega. El segundo vuelo lo realizó con Christian Helgesen del Instituto Meteorológico Noruego para medir las temperaturas a diferentes alturas.
El 27 de mayo de 1895, la Real Sociedad Geográfica otorgó a Astup el Premio Murchison (un diploma y un cheque por 40 libras esterlinas, aceptado por el secretario de la embajada Herman Gade).

### Entre los vecinos del Polo Norte
Las conferencias de Astup fueron rentables, pero requerían inversiones. Por ejemplo, durante una visita solo a Skien se vendieron 298 entradas por 255 coronas, mientras que la impresión y distribución de cuatrocientos carteles publicitarios costó 64 coronas, es decir, la ganancia ascendió a 191 coronas. Peary pagó a Astup 800 coronas al año en dólares. La editorial Aschehoug le ofreció a Astup un contrato por entre 2400 y 3000 coronas por su libro "Entre los vecinos del Polo Norte", dependiendo de su volumen. La publicación se acercaba a la recta final en agosto-septiembre de 1895. A principios de año, parte del libro se había publicado en capítulos separados distribuidos entre los suscriptores de "Morgebladet", y una reseña en este periódico apareció el 8 de abril de 1895, antes de que finalizara la impresión, y tenía un carácter claramente publicitario. Dado que los costos de ilustración ascendieron a 1700 coronas (y 150 para la encuadernación en color), el editor finalmente se conformó con una tarifa de 2250 coronas.
El libro provocó muchas reseñas positivas en la prensa noruega. Todas fueron incondicionalmente positivas, destacando que el autor había logrado combinar un estilo ligero, un sentido de "inclusión" del lector en lo que estaba sucediendo, así como un contenido geográfico y etnográfico serio. El libro fue llamado un hito en el desarrollo de la literatura geográfica noruega. Sin embargo, Tom Bloch-Nakkerud señaló que, a pesar del entusiasmo de la prensa, "Entre los vecinos del Polo Norte" no fue reeditado durante mucho tiempo. Odun Tennesen Halveg analizó las reseñas de periódicos y concluyó que muchas publicaciones reproducían el mismo texto publicitario destinado a aumentar las ventas navideñas en 1895. En tales publicaciones, la personalidad de Astup fue proclamada un ejemplo digno de imitar para las generaciones jóvenes, y su libro, escrito en un estilo sencillo, fue considerado "un excelente regalo". Además, Nansen aún no había regresado de su expedición ártica, y no había novedades en el mercado noruego de literatura polar desde la publicación en 1890 de "En esquís a través de Groenlandia" de Fridtjof. En parte, esto contribuyó a la popularidad de Astup y sus logros.
El relato de Astup sigue siendo utilizado por los investigadores del siglo XXI. Kirsten Gastrup (Universidad de Copenhague) destacó el carácter innovador de las secciones dedicadas a los esquimales, ya que Eivind Astup se atrevió a hacer generalizaciones sobre las costumbres y la visión del mundo de los esquimales nativos de Groenlandia. Por ejemplo, señaló que en el primer encuentro con la tribu en el estrecho de Smith, los miembros de la expedición estadounidense extendieron sus manos en un gesto amistoso, pero resultó que este gesto no significaba nada para los esquimales. En la parte final del capítulo sobre los esquimales, Astup reflexionó sobre cómo "la libertad es el principio rector de los ciudadanos felices del Ártico; pero no es una libertad limitada por la letra de la ley severa, sino una libertad completa de esperanza y confianza mutua". Este tipo de juicios tuvo un impacto significativo en la visión del mundo de Knud Rasmussen. Astup utilizó ampliamente la terminología darwinista, afirmando que los esquimales estaban en la vanguardia de la lucha por la supervivencia en regiones que para los europeos estaban muertas.
El crítico literario noruego Henning Verp realizó un estudio detallado de las estrategias narrativas de Fridtjof Nansen (en el libro "La expedición de Groenlandia de Nansen") y Eivind Astup. Nansen en su obra en dos volúmenes actuó como científico, lo que se reflejó en un estilo algo artificial y en la gran cantidad de tramas secundarias, como historias de esquí o expediciones a las aguas de Groenlandia. De hecho, la historia de la expedición. La narrativa de Astup es concisa, aborda solo su propia experiencia de expedición y carece de una trama continua. La introducción ocupa solo tres páginas. Sin embargo, el libro de Nansen "Fram en el mar polar" ha resistido muchas ediciones gracias a sus descripciones paisajísticas y a los profundos pasajes sobre el mundo interior y los sueños del autor. Según Verp, aquí no se pueden establecer patrones claros. Otto Sverdrup descubrió la mayor cantidad de tierras entre los exploradores noruegos (incluyendo a Amundsen), pero su libro "Nueva tierra" no se ha reeditado desde 1903.

### Fallecimiento
Para diciembre de 1895, Astup sufrió de una fuerte melancolía. En un intento por distraerse, partió solo en un viaje de esquí hacia las montañas cerca de Dovre durante la Navidad, esperando encontrarse con amigos allí. La distancia recorrida fue de 57 kilómetros. El 27 de diciembre desapareció. Según informes de prensa, el cuerpo de Astup fue encontrado accidentalmente el 21 de enero de 1896 a ocho kilómetros de Hjerkinn. Según una nota en el periódico "Morgenbladet" del 22 de enero, Astup estaba ligero de ropa, indicando que no esperaba estar ausente por mucho tiempo. Se encontró una botella de vino de Oporto apenas tocada a su lado. Según la suposición del corresponsal, debido al mal tiempo, Astup estaba caminando con los esquís en las manos cuando resbaló en una colina de hielo, golpeándose la cabeza contra una roca, lo que resultó en pérdida de sangre y muerte por hipotermia; alrededor del cuerpo se encontró una considerable cantidad de sangre.
Tom Bloch-Nakkerud postuló la posibilidad de que Astup se suicidara a los 24 años. Esta versión fue mencionada por primera vez por Eva Nansen, esposa de Fridtjof, durante el funeral de Astup, y posteriormente respaldada por el político Oscar Nissen. Según Bloch-Nakkerud, Astup había planeado su fin llevando consigo un revólver, el cual utilizó. Antes de su último viaje, se deshizo de sus perros de trineo. Las razones incluyen un conflicto con Peary, que hizo imposible continuar trabajando en Groenlandia, los fracasos en organizar una expedición al Ártico y a la Antártida en un globo aerostático, y la presión de la familia para que Astup "volviera a sus cabales" y se dedicara al negocio familiar. Bloch-Nakkerud consideró poco fundamentada la versión de que Astup estaba enfermo de sífilis, aunque estuvo de acuerdo con la opinión de Waldemar Christophersen de que la fiebre tifoidea había entrado en la fase crónica de Astup. Jonas Warme Moe en 2012 llamó al suicidio de Astup un "hecho". Bo Riffenburgh calificó la versión de Bloch-Nakkerud como "especulativa", dado que no se realizó un examen médico forense del cuerpo.
El fallecimiento y el entierro de Eivind Astup se convirtieron en eventos de importancia nacional en Noruega y resonaron en todo el mundo. El ataúd con su cuerpo fue recibido en Christiania por cientos de personas. Robert Peary, Frederick Cook y el patrocinador de Peary, Herbert Bridge, enviaron condolencias. Desde Suecia, respondieron el destacado explorador polar barón Nordenšeld y Solomon Andrée con sus compañeros Frankel y Strindberg. Edward Grieg escribió a un amigo que desconocía por qué la muerte del joven, a quien no conocía personalmente y cuyo libro no había leído, le había afectado tanto. Eivind Astup fue enterrado el 26 de enero de 1896 en el cementerio de Spasov en Christiania, en la cripta familiar de los Astups.

### Memoria
En 1893, Fridtjof Nansen nombró en honor a Astrup una prominencia en la península de Chelyuskin. La prominencia Astrup es reconocida en las lores como notable en la costa noroeste de la península de Taymyr, ubicada a unos 50 millas de la costa y con una altura de 250 m. Durante el intento de vuelo al Polo Norte en 1896 por parte de la expedición de Andre, nombraron en honor a Astrup un cabo en la isla Amsterdam. Roald Amundsen, quien participó en la expedición belga a la Antártida, propuso nombrar en honor a Astrup un cabo en la isla Vinke. La expedición danesa de 1903-1904 en Groenlandia nombró en honor a Astrup varios objetos en la bahía de Melville, incluidos un glaciar y una ensenada. Calles en Oslo (nombrada en 1923), Bergen (1925) y Trondheim (1937) también llevan el nombre de Astrup.
En agosto de 1909, Knud Rasmussen colocó una placa de mármol en memoria de Astrup. Durante su vida, abogó repetidamente por la idea de erigir un monumento al noruego en Groenlandia. En 2010, se inauguró un memorial de Astrup en la casa museo de Rasmussen en Qaanaaq. El Museo de Arqueología y Antropología de la Universidad de Pensilvania conserva en su colección algunos objetos presumiblemente recolectados por Astrup en Groenlandia y entregados por Samuel Ingram. Estos incluyen ropa, herramientas tradicionales y una notable muñeca con un traje detalladamente confeccionado. Se sugiere que este regalo tenía un significado simbólico.
Inmediatamente después de la muerte de Astrup, el Partido Socialdemócrata apeló a la nación para erigir un obelisco de granito en el lugar de la tragedia. Para agosto de 1896, se habían recaudado 1500 coronas, y entre los primeros suscriptores estaban Roald Amundsen (entonces desconocido), Fridtjof Nansen, Otto Sverdrup. El monumento fue erigido en Holmenkollen y en 1990 trasladado a un lugar prominente en Frognerseteren.
Cuando dejó Groenlandia, Eivind Astrup entregó sus trineos y arneses a Kolotengve. Al enterarse de la muerte de su amigo, los inuits no usaron los trineos, sino que los intercambiaron con el explorador polar danés Ludvig Mylius-Erichsen. Este último los donó más tarde al Museo Etnográfico. Los trineos construidos por Astrup en Noruega se conservan en el Museo del Esquí en Holmenkollen. En 2011, Jonas Moe inició el proyecto "Eivind y Kolotengva", dedicado a probar las propiedades de los trineos de perros de Astrup y promover su legado ártico. En el 120 aniversario de la muerte de E. Astrup, Jonas Moe creó una réplica de los trineos según el diseño original. La prueba de los trineos se llevó a cabo en febrero de 2016 cerca del lugar de la muerte de Astrup en Holmenkollen y en las montañas de Dovre.
Para revivir el interés por Astrup en su país de origen, Helge Ingstad hizo muchos esfuerzos. Con su prefacio, se lanzaron reediciones noruegas del libro de Astrup en 1990 y 2004. Las biografías monográficas de Astrup solo se publicaron en el siglo XXI. En 2011, se publicó en Noruega el libro de Tom Bloch-Nakkerud "El explorador polar Eivind Astrup. Pionero entre los vecinos del Polo Norte", basado en un sólido cuerpo de fuentes primarias. En 2017, el Museo Fram lanzó un libro ricamente ilustrado del historiador inglés Bo Riffenburgh, con todos los materiales de archivo preparados y traducidos por el director del museo, Geir Klæver.
El biógrafo de Roald Amundsen, Tour Brumann-Larsen, señaló que Astrup pertenecía a la misma generación que el futuro "Napoleón de los países polares" e incluso estudió en la misma escuela que Leon Amundsen. En los intereses de Eivind Astrup no solo estaba el Ártico, sino también la Antártida, por lo que, según Brumann-Larsen, Astrup podría haber eclipsado a Amundsen si hubiera sobrevivido.

## Publicación y traducciones
- Astrup, E. (1896). Blandt nordpolens naboer. Oslo: H. Aschehoug & Co Forlag. (en noruego)
- Astrup, E. (1898). With Peary near the Pole by Eivind Astrup; with illustrations from photographs and sketches by the author. Translated from the Norwegian by H. J. Bull. London: C. A. Pearson Limited. (en inglés)
- Astrup, E. (1905). Unter den Nachbarn des Nordpols. Autorisierte Übersetzung aus dem Norwegischen von Margarethe Langfeldt. Leipzig: H. Haessel Verlag. (en alemán)